# Barrikadnaja
Barrikadnaja (ros. Баррикадная – Barykadowa) – stacja moskiewskiego metra linii Tagańsko-Krasnopriesnieńskiej (kod 120). Stację nazwano od barykad ulicznych, które wznoszono w okolicy podczas rewolucji w 1905 roku. Przez trzy lata była to stacja końcowa odcinka do czasu połączenia z resztą linii budowanej od 1966 roku. Tutaj po raz pierwszy  w systemie moskiewskiego metra zastosowano podświetlane oznakowanie. Na stacji istnieje możliwość przejścia na stację Krasnopriesnienską linii okrężnej. Wyjścia prowadzą na ulicę Barrikadną w pobliżu Pierścienia Sadowego.

## Wystrój
Stacja jest trzykomorowa, jednopoziomowa, posiada jeden peron. Stacja ma dwa rzędy 26 kolumn w kształcie trapezów, pokrytych jasnym marmurem, ściany nad torami pokrywa szary marmur z czarnym pasem poniżej poziomu peronów. Oświetlenie pod sufitem ma kształt łamanej symbolizującej barykadę uliczną. Podłogi wyłożono szarym i czerwonym granitem. Korytarze przyozdobiono zdobionymi, aluminiowymi panelami, podobnie jak westybul, gdzie dodatkowo postawiono rzeźby o tematyce rewolucyjnej.